# Hrvatska udruga likovnih umjetnika
Hrvatska udruga likovnih umjetnika (HULU) hrvatska je nevladina, neprofitna i nestranačka strukovna udruga likovnih umjetnika, osnovana 1945. u Splitu. Jedino je samostalno udruženje profesionalnih likovnih umjetnika u splitsko-dalmatinskoj županiji i broji petstotinjak članova vizualnih umjetnika i povjesničara umjetnosti. Upravlja eminentnim splitskim izložbenim prostorima poput Galerije Kula i Salona Galić te organizira tridesetak izložbi godišnje raznovrsnih umjetničkih disciplina.

## Povijest
Hrvatska je udruga likovnih umjetnika osnovana 22. studenoga 1945. kao dalmatinska podružnica zagrebačkog Udruženja likovnih umjetnika Hrvatske, za što su se zalagali članovi Kulturne udruge Ive Lozice. Godine 1946. u veljači organiziraju svoju prvu skupnu izložbu, najzad održanu 1. svibnja. Prva u nizu Prvomajskih izložbi, s njome su zapodjenuli značajnu im tradiciju otvorenja na Blagdan rada. Godine 1946. formiraju i večernju školu koncentriranu na pragmatičnim znanjima umjetničkog procesa, koja je kasnije prerasla u Školu primijenjenih umjetnosti.
Godine 1951. udruzi je povjeren Hrvatski dom, zaštićeno kulturno dobro realizirano arhitektonskom vizurom Kamila Tončića, kao dugoročni izložbeni prostor. Od pedesetih pa nadalje HULU Split kao suverena organizacija upravlja[Kako?] najznačajnijim javnim mjestima, u riječima Siniše Zrnića »gdje god prostora ima umjetnosti.« U te prostore spadaju peristil Dioklecijanove palače, kriptu podno Katedrale svetog Duje, Galeriju umjetnina, Arheološki muzej u Splitu i mnoge druge.[nedostaje izvor]
Salon Galić, jedan od najvažnijih i najstarijih izložbenih prostor u Splitu nalazi se pod upravljačkim krilom HULU Splita. Udruzi je svoj legendarni prostor povjerio sâm Ivan Galić u svojoj oporuci 1961. godine. Ondje HULU Split godišnje organizira tridesetak izložbi domaćih i inozemnih umjetnika, koje sustavno bilježe visok odaziv javnosti. Do danas je HULU Split u Galićevu salonu ugostio preko tisuću izložbi suvremenih umjetnika iz Hrvatske, Norveške, Švedske, Italije, Španjolske, Njemačke, Japana i mnogih drugih zemalja.[nedostaje izvor]
Godine 1969. HULU počinje sa dugogodišnjom manifestacijom Splitskoga salona. Prvi se Splitski salon održao u Umjetničkom salonu Palače Cindro u Krešimirovoj ulice gdje su danas florilegijska djela predstavili, između ostalih, Jakov Budeša, Josip Botteri Dini i Mile Skračić. Dočim su na izložbama salona izvorno dominirale slike, u sedamdesetima se uvodi disciplina fotografije i mnogih drugih multimedijalne naravi. Djela su Gorkoga Žuvele, Bože Jelenića, Aliete Monas Plejić, Ante Kaštelančića, Kažimira Hraste, Slobodana Tomića, Andrije Krstulovića, Ante Mandarića i mnogih drugih posredstvom Splitskoga salona uvelike oplemenile likovni život 20. stoljeća u Splitu. Izložbeni je korpus između 1945. i 1992. opredmećen iscrpnom studijom Likovne izložbe u Splitu 1945.–1992. Duška Kečkemeta.

## Humanitarni rad
Udruga je surađivala sa plejadom drugih kulturnih institucija u koje se ubrajaju Kulturni centar Zlatna Vrata, Filozofski fakultet u Splitu te Galerija Zoje Dumengjić u Kliničkom bolničkom centru.[nedostaje izvor] Zajedno sa Institutom za suvremenu umjetnost u Zagrebu, HULU Split organizira posljednjih godina dodjelu prestižnih nagrada Radoslava Putara.
Godine 2022. HULU Split zajedno sa Kulturnom udrugom Ukrajinaca u Hrvatskoj „Cvit” organizira dobrotvornu aukciju radova svojih članova za Ukrajinu, na kojoj su prikupili 125 tisuća kuna.

## Vanjske poveznice
- Službena stranica